# Іван Богуславець (дума)
Дума про Івана Богуславця — історична дума, в якій оспівується козацька звитяга в боротьбі проти татарського і польського поневолення України. Головний герой думи — козак-нетяга Фесько Ґанжа Андибер.

## Історія записів
Горбенко записав від Івана Кравченка-Крюковського у 1882. Він згадує «Іван Богусловець», що Горленко розшифровує як «Богуславець». Це ім'я зустрічається в одній пісні, а також в «Історія Русів» Конинського.

## Сюжет
Це ренегат що прийняв «бусурманську віру», одружився з жінкою «Кізловською паші» (з. м. Козлова) а потім йкатував своїх землялків полонених[перевірити]

## Виконавці
- Кобзарі
- Іван Кравченко-Крюковський , Крюковський перейняв цю думу від Вовка. Знав ще кобзар Гордій (з теплівки). Співали її пирятинські та переяславські кобзарі.